# Abdelkader Salhi
Abdelkader Salhi (en arabe : عبد القادر صالحي) est un footballeur algérien, né le 19 mars 1993, à Chlef. Il évolue au poste de Gardien de but au NC Magra.

## Biographie
Avec la sélection olympique algérienne, il participe à la Coupe d'Afrique des nations des moins de 23 ans 2015 organisée au Sénégal. L'Algérie atteint la finale de la compétition, en étant battue par le Nigéria. Il est élu meilleur gardien du tournoi.  
Il fait partie de la liste des 18 joueurs algériens sélectionnés pour disputer les Jeux olympiques d'été de 2016.
Il remporte le titre du meilleur gardien de but du championnat d'Algérie en 2017.

## Statistiques
| Saison                | Club                  | Championnat           | Championnat | Championnat | Coupe(s) nationale(s) | Coupe(s) nationale(s) | Compétition(s) continentale(s) | Compétition(s) continentale(s) | Compétition(s) continentale(s) | Total | Total |
| Saison                | Club                  | Division              | M.          | B.          | M.                    | B.                    | Comp.                          | M.                             | B.                             | M.    | B.    |
| 2013-2014             | ASO Chlef             | 1                     | 21          | 0           | 0                     | 0                     | -                              | -                              | -                              | 21    | 0     |
| 2014-2015             | ASO Chlef             | 1                     | 25          | 0           | 4                     | 0                     | C3                             | 6                              | 0                              | 35    | 0     |
| 2015-2016             | ASO Chlef             | 2                     | 23          | 0           | 0                     | 0                     | -                              | -                              | -                              | 23    | 0     |
| 2016-2017             | CR Belouizdad (prêt)  | 1                     | 19          | 0           | 4                     | 0                     | -                              | -                              | -                              | 23    | 0     |
| 2017-2018             | CR Belouizdad         | 1                     | 35          | 0           | 4                     | 0                     | C3                             | 6                              | 0                              | 45    | 0     |
| 2018-2019             | JS Kabylie            | 1                     | 29          | 0           | 1                     | 0                     | -                              | -                              | -                              | 30    | 0     |
| 2019-2020             | JS Kabylie            | 1                     | 3           | 0           | 0                     | 0                     | -                              | -                              | -                              | 3     | 0     |
| Total sur la carrière | Total sur la carrière | Total sur la carrière | 155         | 0           | 12                    | 0                     | -                              | 12                             | 0                              | 179   | 0     |

### Matchs internationaux
La liste ci-dessous dénombre toutes les rencontres de l'Équipe d'Algérie de football auxquelles Abdelkader Salhi prend part, du 5 septembre 2017 jusqu'à présent.

## Palmarès

### En club
- Vainqueur de la Coupe d'Algérie en 2017 avec le CR Belouizdad.
- Finaliste de la Supercoupe d'Algérie en 2017 avec le CR Belouizdad.
- Vice-Champion d'Algérie en 2019 avec la JS Kabylie[7].

### En sélection
- Vainqueur de la Coupe du monde Militaire 2015 avec l'équipe Militaire d'Algérie.

- Finaliste de la CAN U23 2015 avec l'équipe d'Algérie olympique.

### Distinctions personnelles
- Lauréat du trophée du meilleur gardien du Championnat algérien en 2014 avec l'ASO Chlef.
- Élu meilleur gardien de la CAN des moins de 23 ans en 2015 avec la sélection olympique algérienne.
- Lauréat du trophée Maracana foot de deuxième division en 2016 avec l'ASO Chlef.
- Gant d'or en 2017 avec le CR Belouizdad.